# Mezinárodní letiště Sarajevo
Mezinárodní letiště Sarajevo (IATA: SJJ, ICAO: LQSA, bosensky Međunarodni aerodrom Sarajevo) je hlavní a největší mezinárodní letiště Bosny a Hercegoviny, nacházející se 6 km od centra hlavního města země Sarajeva na území města Ilidža, v místní části Butmir. V roce 2024 letiště odbavilo 1 821 762 cestujících.
Nedaleko od východního konce letiště se nachází správní linie s Republikou srbskou. Z administrativního hlediska leží na území města Ilidža; samotné Sarajevo začíná těsně před odbavovacím terminálem. Adresa letiště je Kurta Schorka 36.

## Historie

### Vznik a rozvoj

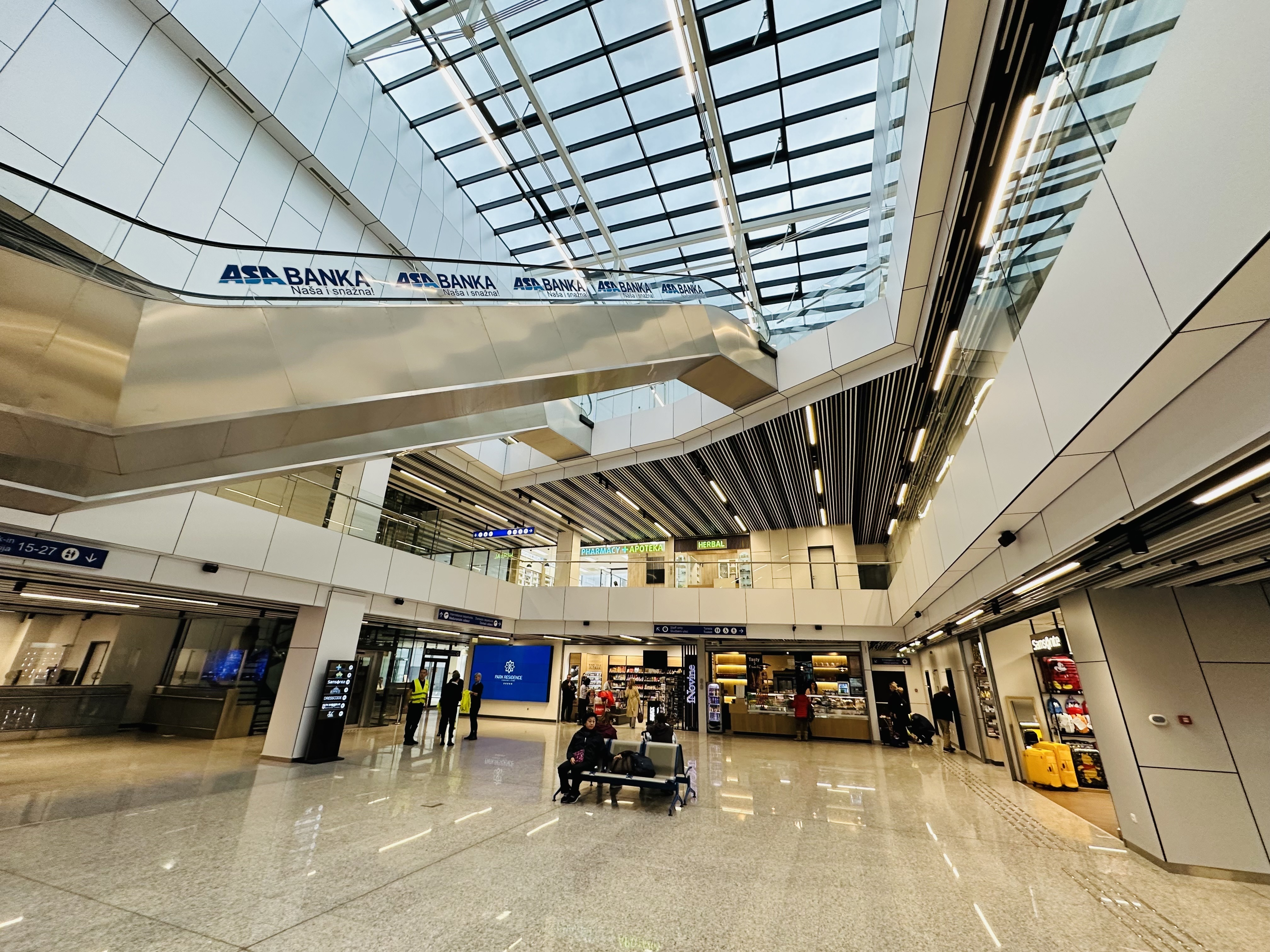
Interiér letiště v roce 2024.

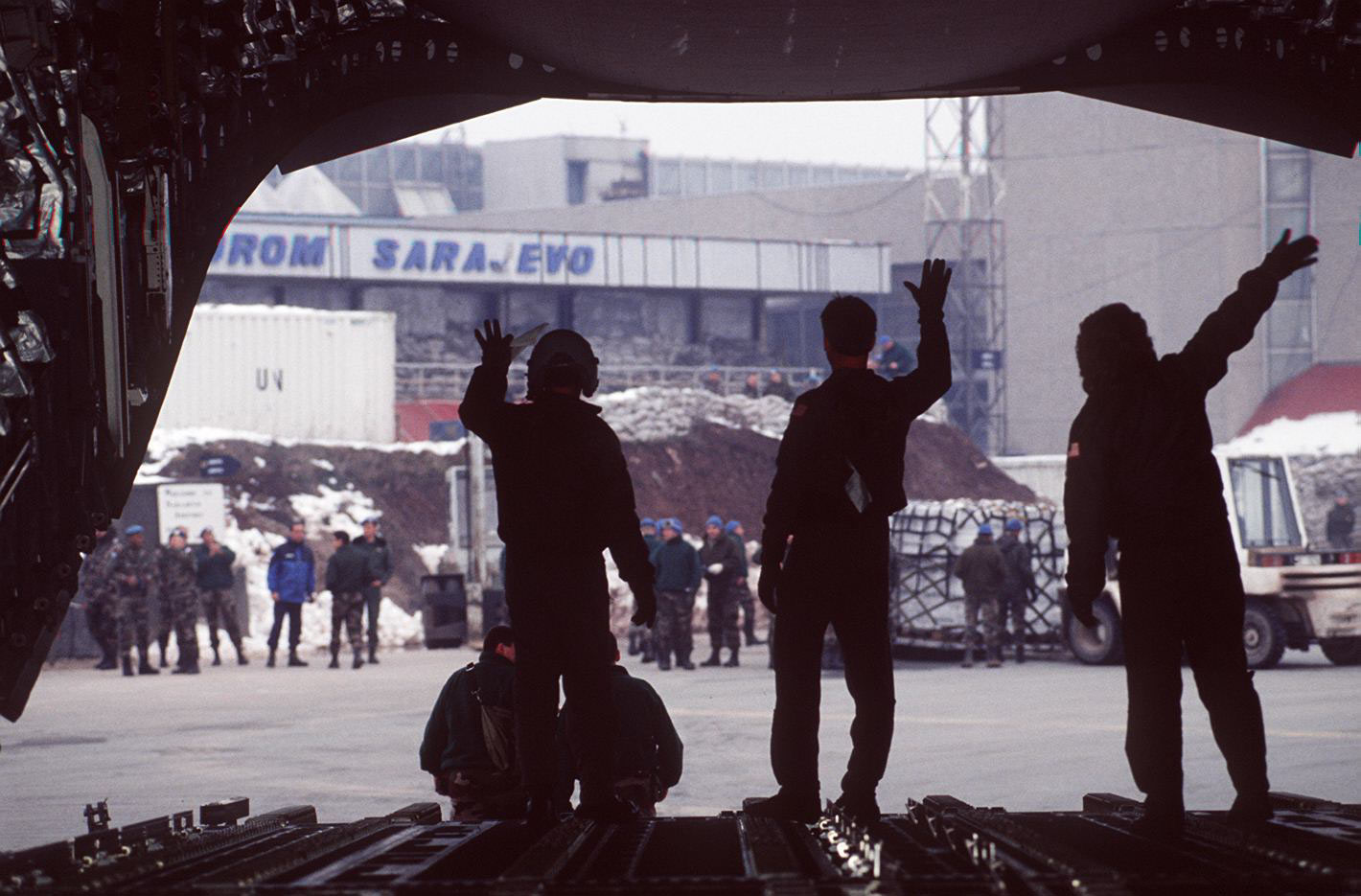
Letiště v závěru války v 90. letech 20. století.

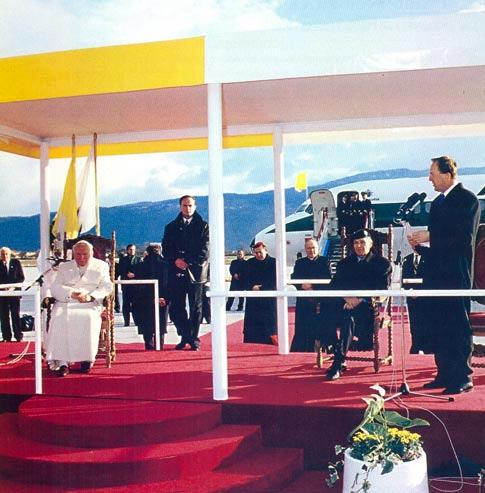
Návštěva papeže Jana Pavla II. na letišti v roce 1997.

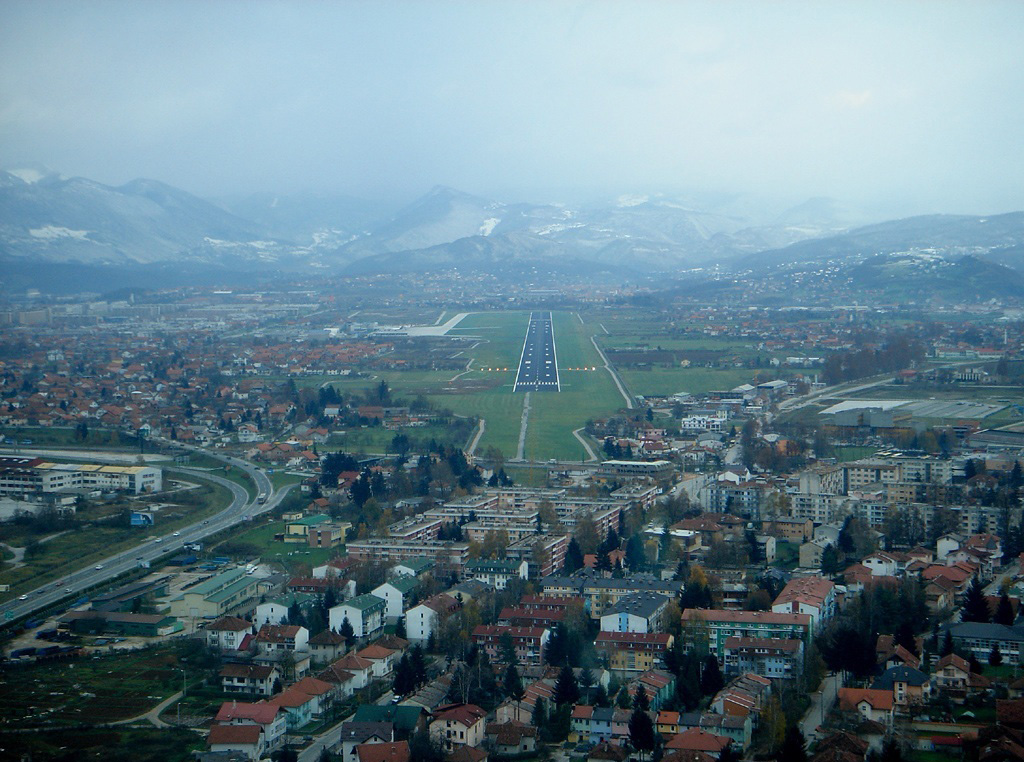
Letiště s okolím.

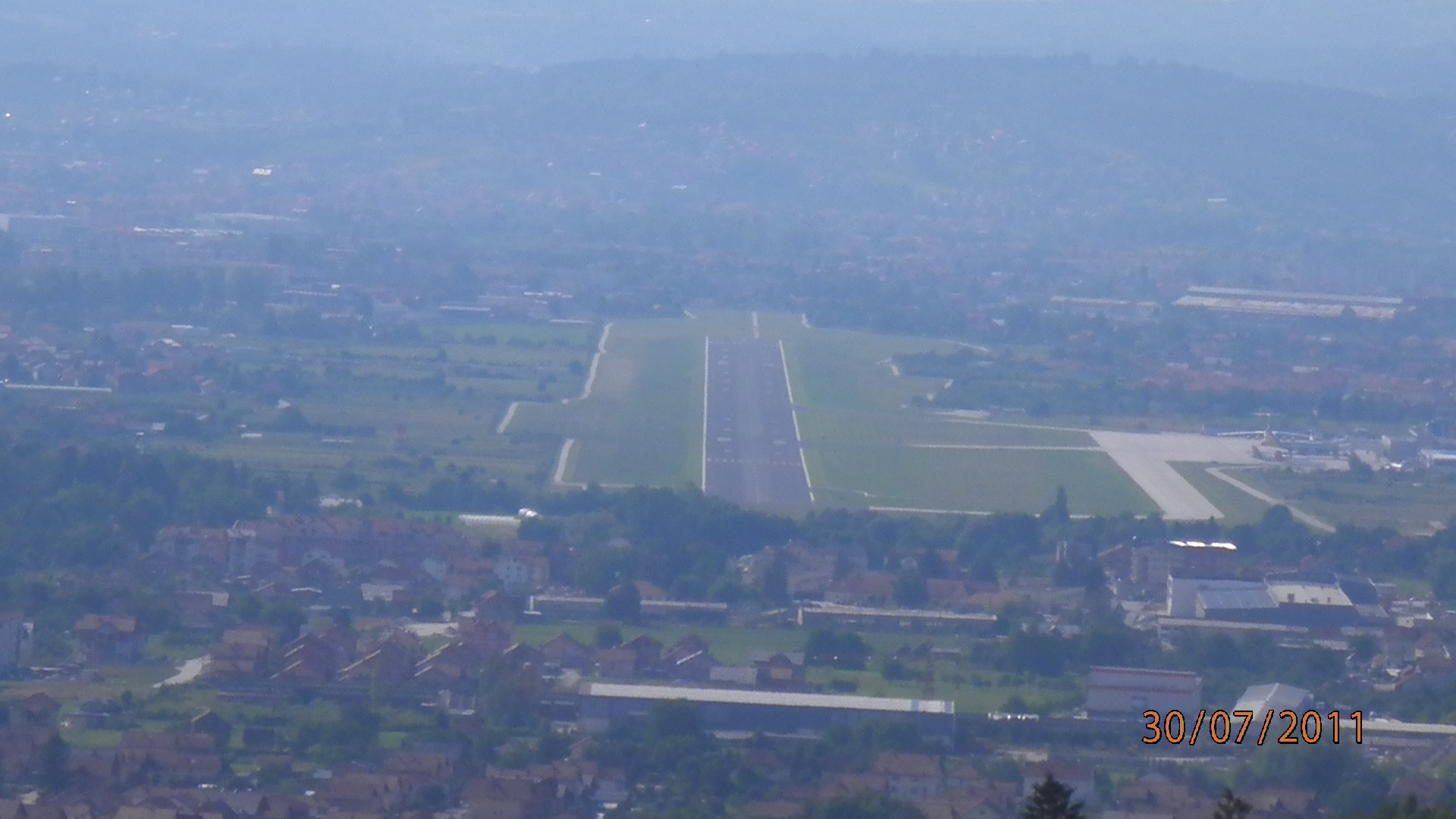
Okolí letiště.

Jako letiště sloužil původně prostor dnešní letecké základny v Rajlovaci. Bylo tomu tak od roku 1930, kdy jugoslávská společnost Aeroput zprovoznila pravidelnou linku z Bělehradu do Podgorici právě přes Sarajevo. O rok později byl zprovozněn spoj i do Záhřebu, Splitu a Rijeky. V roce 1938 se ze Sarajeva lítalo i do Prahy a do Brna. 
Současné letiště v dnešní lokalitě začalo vznikat až po druhé světové válce.
Nutnost vzniku moderního letiště pro Sarajevo byla potvrzena již v roce 1960. Původní plán postavit letiště ve městě Sokolac 35 km od Sarajeva ale ztroskotal a se stavbami na současném místě se začalo o pět let později, v roce 1965. Hlavním důvodem byl nákup nových proudových letadel jugoslávskou státní společností Jugoslovenski aerotransport, kvůli kterým muselo mít hlavní město Bosny a Hercegoviny moderní vzdušný přístav.
Slavnostně bylo letiště otevřeno a zahájilo provoz 2. června 1969. Neslo tehdy název Sarajevo-Ilidža. V roce 1970 se stal první mezinárodní destinací Frankfurt nad Mohanem. Později přibyly na seznam i Záhřeb a Bělehrad.

### Modernizace pro potřeby olympiády
V roce 1984 byla kvůli ZOH 1984 o 200 m prodloužena startovací dráha, dále vznikla nová pojezdová dráha, nový terminál, nový objekt řízení letového provozu a věž. Nový terminál splňoval všechny standardy nezbytné pro mezinárodní letecký provoz. Dán byl do užívání těsně před začátkem her. V té době bylo sarajevské letiště nejlépe vybaveným na území tehdejší Jugoslávie. Okolo her probíhalo na letišti mezi 50 až 70 přistání/vzletů za den. Také bylo vypraveno letadlo, které do Sarajeva cestovalo až z New Yorku. Byl stanoven letištní rekord; odbavilo se 14 tisíc cestujících za jediný den.

### Válečná léta
Ještě před vypuknutím případné války přistály na sarajevském letišti kanadské mírové jednotky v rámci mise UNPROFOR. 
Tesně před vypuknutím prvních střetů a vycestovala řada obyvatel bosenské metropole pryč právě letecky. Značný provoz byl během zimy 1991/1992, tedy těsně před vypuknutím konfliktu, kdy v atmosféře již probíhající války v Chorvatsku mnozí z tehdejší Bosny a Hercegoviny emigrovali ze Sarajeva. Na jaře 1992 byly potom letecky z obléhaného města evakuovány rodiny vojáků Jugoslávské lidové armády.
Během Války v Bosně a Hercegovině v letech 1992 až 1995 bylo letiště obsazeno nejprve letci z nedaleké základny v Rajlovaci a následně předáno srbským ozbrojencům. Vojska Republiky srbské jej vážně poškodila. Docházelo rovněž k drancování vybavení. Od června 1992 do konce války bylo nicméně pod správou OSN, která jej využívala pro humanitární účely. Využití letiště pro potřeby OSN vyžadovala rezoluce č. 757. Dne 3. července 1992 byl zřízen letecký most, který zásoboval obyvatele Sarajeva životně důležitými zásobami potravin. Letecký most Ancona–Sarajevo trval s přerušeními až do 9. ledna 1996. Čas od času byly letecky transportováni vážně ranění, případně letadla přepravovala různé mírové delegace do obleženého města.
Okolí letiště obsadili ostřelovači, kteří během konfliktu zabili na 800 lidí. Schopni byli útočit i v noci, kdy byla přistávací dráha osvětlená. Pod letištěm se nacházel známý sarajevský tunel, který sloužil k prolomení obléhání, neboť prostor jihozápadně od letiště již měla pod kontrolou Armáda Republiky Bosna a Hercegovina.
Dne 31. prosince 1994 nákladní letadlo Iljušin 76-TD na letu z Lucemburku do Sarajeva pod hlavičkou OSN při přistání dosedlo na zaplavenou ranvej a narazilo do příkopu. Letadlo bylo poškozeno a nemohlo být opraveno; nedošlo však k žádným ztrátám na životech.

### 90. léta až současnost
V dubnu 1996 byl uskutečněn první pokus o předání letiště civilní správě. Ten byl neúspěšný a konalo se několik dalších, než dne 16. srpna 1996 byl na sarajevském letišti opět zaveden civilní letecký provoz. Otevřeno bylo jako jediné mezinárodní letiště na území válkou zničené země. Do konce roku dosáhl obrat počtu cestujících 26 000. Provozovány byly pouze dvě linky; do Istanbulu a do Záhřebu. Turecko také zajistilo vyškolení personálu nezbytného po obnovení provozu vzdušného přístavu.
Počátkem roku 2001 byla úspěšně dokončena generální rekonstrukce letištního terminálu se zcela novou technologií a kvalitním vybavením. Podoba letiště odpovídala té z roku 1984. Slavnostní otevření se konalo v březnu 2001.
Roku 2005 se objevil záměr pojmenování letiště po Alijovi Izetbegovićovi, který nicméně tehdejší vysoký představitel pro Bosnu a Hercegovinu Paddy Ashdown zrušil s odůvodněním, že podkopává proces mírové transforamce země. V témže roce nicméně udělila evropská pobočka Airports Council International ocenění za nejlepší letiště do 1 milionu cestujících.
V roce 2013 mělo sarajevské letiště roční obrat 665 638 cestujícíc a nárůst téměř 15 % co do počtu cestujících ve srovnání s rokem předchozím. Dne 26. prosince 2014 přivítalo letiště svého 700 000. cestujícího na letu Austrian Airlines OS758 do Vídně.
V roce 2017 byl oznámen záměr rozšíření terminálu odbavování cestujících. Práce měly být dokončeny do roku 2020. Nakonec vznikl terminál zcela nový.
Terminál B byl dokončen v roce 2023, čímž se rozšířila kapacita celého vzdušného přístavu. Správa letiště nicméně pomýšlí na další rozšíření, kdy by se počet odbavených cestujících mohl navýšit až na sedm milionů ročně. Rozšíření by však znamenalo, že by areál mohl zasahovat na území Republiky srbské, což by vyžadovalo povolení i tamních úřadů. V roce 2024 spolu s několika chorvatskými letišti zaznamenalo Sarajevo značný nárůst počtu cestujících.

## Charakter letiště
Všechny lety jsou kontrolní věži naváděny na jednu vzletovou a přistávací dráhu, která nese označení 12/30 a je dlouhá 2600 m a široká 45 m. Cestující jsou situováni do jednoho mezinárodního a jednoho domácího terminálu (terminál A a terminál B; druhý uvedený byl dán do užívání v roce 2023). Letiště má vlastní policejní i hasičskou stanici. Je zde 11 gatů, z toho 3 s nástupním mostem.
Kapacita letiště na odbavení cestujících je v současné době 2 000 000 lidí ročně.

## Aerolinie a destinace

### Pravidelné lety
Kromě pravidelných linek v tabulce (aktualizováno 24. března 2024) letiště Sarajevo obsluhuje také řadu charterových a cargo leteckých společností.
| Letecká společnost    | Destinace               | Destinace                                   |
| --------------------- | ----------------------- | ------------------------------------------- |
| Aegean Airlines       | Řecko                   | Sezónně: Athény                             |
| Aegean Airlines       | Severní Makedonie       | Skopje                                      |
| Air Arabia            | Spojené arabské emiráty | Sezónně: Šardžá                             |
| Air Cairo             | Egypt                   | Sezónně: Hurghada                           |
| Air Serbia            | Srbsko                  | Bělehrad                                    |
| Austrian Airlines     | Rakousko                | Vídeň                                       |
| Croatia Airlines      | Chorvatsko              | Záhřeb                                      |
| Eurowings             | Německo                 | Kolín/Bonn · Stuttgart                      |
| flyadeal              | Saúdská Arábie          | Sezónně: Džidda · Rijád                     |
| flydubai              | Spojené arabské emiráty | Dubaj                                       |
| Flynas                | Saúdská Arábie          | Džidda \| sezónně: Rijád                    |
| Jazeera Airways       | Kuvajt                  | Sezónně: Kuvajt                             |
| Kuwait Airways        | Kuvajt                  | Sezónně: Kuvajt                             |
| LOT                   | Polsko                  | Varšava–Chopin                              |
| Lufthansa             | Německo                 | Frankfurt                                   |
| Norwegian             | Norsko                  | Sezónně: Oslo                               |
| Norwegian             | Švédsko                 | Sezónně: Stockholm                          |
| Pegasus Airlines      | Turecko                 | Istanbul-Sabiha Gökçen \| sezónně: Antalya  |
| Qatar Airways         | Katar                   | Sezónně: Dauhá                              |
| Ryanair               | Belgie                  | Brusel-Charleroi                            |
| Ryanair               | Itálie                  | Bergamo                                     |
| Ryanair               | Řecko                   | Sezónně: Soluň                              |
| Ryanair               | Švédsko                 | Göteborg                                    |
| Ryanair               | Spojené království      | Sezónně: Londýn-Stansted                    |
| Scandinavian Airlines | Dánsko                  | Sezónně: Kodaň                              |
| SunExpress            | Turecko                 | Antalya \| sezónně: Izmir                   |
| Swiss                 | Švýcarsko               | Curych                                      |
| Turkish Airlines      | Turecko                 | Istanbul \| sezónně: Istanbul–Sabiha Gökçen |
| Wizz Air              | Spojené arabské emiráty | Sezónně: Abú Zabí                           |
| Wizz Air              | Spojené království      | Londýn-Luton                                |

## Dopravní obslužnost
Letiště je prostřednictvím trolejbusové linky spojené se středem města. Okolo něj vede silnice, která spojuje město Sarajevo s městem Foča. 
Areál letiště obklopuje řada parkovišť. Letiště nemá spojení na dálniční síť Bosny a Hercegoviny, je spojeno se zbytkem města běžnou silnicí/ulicí.